# Euphorbia prolifera
Euphorbia prolifera är en törelväxtart som beskrevs av Buch.-ham. och David Don. Euphorbia prolifera ingår i släktet törlar, och familjen törelväxter. Inga underarter finns listade i Catalogue of Life.